# Tatiana Groshkova
Tatiana Groshkova, née le 16 décembre 1973 à Moscou, est une gymnaste artistique soviétique.

## Palmarès

### Championnats d'Europe
- Athènes 1990
  -  médaille d'argent au sol